# アヤパン (テレビ番組)
『アヤパン』は、「2001年度フジテレビ新人アナウンサー」であった高島彩司会によるフジテレビの深夜のトークバラエティ番組で、千野志麻司会による「チノパン」の後継番組でもある。

## 概要
当番組は2001年10月9日にスタート、火曜日 - 木曜日の0:40 - 0:55（月曜日 - 水曜日深夜、以降、時間表記はすべてJST）に放送された。基本的に生放送であった。
翌年2002年6月27日に番組終了、同年7月14日（日曜日〈土曜日深夜〉）1:45 - 2:45の拡大版特別番組「2年目なのに今夜が集大成スペシャル!」で最終回を迎えた。
番組のタイトル「アヤパン」は、前番組で千野が「チノパン」（名前とチノ・パンツの略との語呂合わせ）をやっていたものを継承したためで、高島彩だから「アヤパン」となった。「アヤ・パンツ」は存在しない。このタイトルは高島彩の愛称としても使用され、歌手デビューする際の名義にもなった。
タイトルコールの際、左腕を右腕の肘に当て右手の人差し指を突き出すポーズを取りながら、「アヤパン　レディーゴー！」の決め台詞とともに、番組がスタートする。これは、6年後に再開することとなる「ショーパン」以降にも引き継がれている。

## 放送タイトル
- 火曜日（月曜日深夜） - アヤパン MONDAY
- 水曜日（火曜日深夜） - アヤパン TUESDAY
- 木曜日（水曜日深夜） - アヤパン WEDNESDAY

## 放送局
- フジテレビ
- 岩手めんこいテレビ
- さくらんぼテレビ
- 新潟総合テレビ（2002年4月9日以降）

なお、高知さんさんテレビは前番組を曜日限定で放送していたが、本番組は一切ネットしなかった。

## 主なゲスト・共演者
- 千野志麻
- ソニン・濱口優（よゐこ）…「ソニン色仕掛けPV撮影」の前フリとして出演。

### アヤパン MONDAY
- RAG FAIR
- DA PUMP（当時4人編成）
- 榎本加奈子
- ふかわりょう&西寺郷太
- 2丁拳銃
- モト冬樹

### アヤパン TUESDAY
- 中村俊介
- 吉野紗香
- SEX MACHINEGUNS
- 須藤温子&ベッキー
- 山口紗弥加
- キャイ〜ン
- 秋元康&高島と同期入社のフジテレビアナウンサー（渡辺和洋・森本さやか・森下知哉・福元英恵）
- 井出洋介
- 神取忍
- 角田信朗
- ジョビジョバ
- 山咲トオル

### アヤパン WEDNESDAY
- 堂島孝平…以下2002年4月以降
- Baby Boo
- S.E.S.
- ポカスカジャン
- 松本英子&武部聡志
- 東京スカパラダイスオーケストラ
- DRAGON&植田朝日（ULTRAS）
- GONTITI
- ウー・ルーチン（呉汝俊）
- まこと

### 最終回・2年目なのに今夜が集大成スペシャル!
- 進行 - やるせなす（中村豪 & 石井康太）
- スタジオ出演のフジテレビアナウンサー（入社順） - 山中秀樹、伊藤利尋、藤村さおり、春日由実、千野志麻、梅津弥英子、滝川クリステル、中野美奈子、中村仁美
- VTR出演のフジテレビアナウンサー（登場順） - 内田恭子、田代尚子、佐藤里佳
伊藤はコーナー進行兼務
- ゲスト（登場順） - 坂口憲二、神田川俊郎、江頭2:50、Baby Boo

## テーマソング
- 「Bachelor Pad」（Fantastic Plastic Machine） - オープニング/エンディング曲
- 「着信のドレイ」（アヤパン） - 2002年5月下旬〜6月26日（最終回）における主題歌。

## スタッフ

### 通常放送
月曜班（2002年1月8日放送分より）
- プロデューサー…吉田正樹、朝妻一
- ディレクター…大岡慎介、神尾昌宏、谷口大二、五十嵐久也
- TD…坂本淳一
- 構成…福原サトシ、北本かつら

火曜班（2002年5月22日放送分より）
- プロデューサー…石井正幸
- AP…土田芳美
- ディレクター…時宗大
- 構成…田中到

水曜班（2002年6月27日放送分より）
- プロデューサー…清水宏泰、志方聡、きくち伸
- ディレクター…田中暁史、塩谷亮
- 構成…大野ケイスケ

各曜日共通
- 技術協力…八峯テレビ、FLT、J-works

### 最終回・2年目なのに今夜が集大成スペシャル!
- 企画…港浩一
- プロデューサー…吉田正樹、石井正幸、きくち伸、清水宏泰、朝妻一
- AP…土田芳美
- プランニングディレクター…時宗大
- ディレクター…藪木健太郎、古江学、塩谷亮、田中暁史、吉成康道、岡崎友孝
- TD…坂本淳一
- 構成…福原サトシ、北本かつら、大野ケイスケ、田中到、田中大祐